# Tiffani Thiessen
Tiffani Amber Thiessen (sinh ngày 23 tháng 1 năm 1974) là một nữ diễn viên người Mỹ. Cô được biết đến với vai chính Kelly Kapowski trên phim của NBC có tựa Saved by the Bell (1989–93) và trong vai Valerie Malone trong phim của Fox có tựa Beverly Hills, 90210 (1994–98). 
Thiessen cũng đã tham gia các bộ phim truyền hình khác như phim của Fox Fastlane (2002–03), phim của ABC What About Brian (2007), và của USA Network White Collar (2009–14), cũng như trong một số bộ phim truyền hình, và cô cũng đã tham gia diễn xuất trong một số bộ phim như Son in Law (1993), Shriek If You Know What I Did Last Friday the 13th (2000), Hollywood Ending (2002), và Cyborg Soldier (2008).

## Thời trẻ
Thiessen sinh ở Long Beach, California, con gái của bà (nhũ danh Ernest), một người nội trợ và Frank Thiessen, một nhà thiết kế công viên và kiến trúc sư cảnh quan. Cô đã tin tưởng anh trai mình, Todd, là một trong những nguồn cảm hứng quan trọng nhất của cô, và mẹ và bà của cô là hình mẫu. Mẹ cô có tổ tiên gốc Hy Lạp, Thổ Nhĩ Kỳ và xứ Wales. Cô học trường tiểu học Cubberley và trường trung học cơ sở Marshall ở Long Beach. Năm 1992, Thiessen tốt nghiệp thủ khoa tại trường trung học chuyên nghiệp Valley ở Studio City, Los Angeles.